# Ancón (Buenos Aires)
Ancón es un pequeño paraje rural del partido de Pehuajó, Provincia de Buenos Aires, Argentina.

## Ubicación
Se ubica al norte de la ciudad de Pehuajó, distante 32 km.

## Población
Durante los censos nacionales del INDEC de 2001 y 2010 fue considerada como población rural dispersa.